# 마르쿠스 안니우스 베루스 (마르쿠스 아우렐리우스의 조부)
마르쿠스 안니우스 베루스 (Marcus Annius Verus, 50년경 – 서기 138년)는 로마 황제 마르쿠스 아우렐리우스의 조부이자 양부이며, 안토니누스 피우스의 장인이다.

## 생애
베루스는 원로원 의원 및 법무관 지위를 얻은, 대 마르쿠스 안니우스 베루스의 아들로 태어났다. 그의 가문은 히스파니아 바이티카 속주의 코르두바 (오늘날 코르도바) 인근 우키비 (오늘날 에스페호)에서 기원을 했다. 그의 가문은 위세가 커졌고 스페인 내 올리브유 생산으로 부유해졌다. 그는 하드리아누스 황제와 아주 절친한 관계였다.

그는 로마의 프라이펙투스 우르비이었고 베스파시아누스와 티투스가 감찰관으로 있던 시절에 파트리키 계층이 되었다. 베루스는 세 차례 집정관을 역임했는데, 처음은 97년에 보좌 집정관으로, 그 뒤에는 121년과 126년에 직권 집정관직을 수행했다. 이는 '16세기 로마의 성 베드로 성당에서 발굴된, 커다란 대리석 판에서 발견된 매우 이상한 문구'의 원인일 것인데, 이 문구는 그의 세 번의 집정관직이라는 업적을 언급하는 동시에 '유리공을 다루는 그의 실력'에 대해서 찬사를 보내고 있다. 에드워드 챔플린은 이를 베루스 이후로 세 번의 집정관직을 역임했던 루키우스 율리우스 우르수스 세르비아누스라는, 베루스의 우호적인 경쟁자가 만든 것일 거라 언급한다.
이에 대한 한 가지 설명은 베루스의 공을 갖고 노는 것에 대한 열정과 공 놀이가 정치적 곡예라는 개념이라는 연관성을 배경으로 한, 문구 내용 전체가 말장난이라는 것인데 우아하고 자기비판적이며 다소 신랄한 농담으로, 베루스에게는 완전히 칭찬으로 볼 수 없다는 것이다. 노년의 L. 율리우스 세르비아누스는 이 문구를 직접 쓰고 대리석 판에 새겼으며 (아마 토가를 입은 채, 공을 갖고 노는 모습을 한 조각상이 있을 것으로 추정?) 이걸 126년 1월의 칼렌다이 때 M. 안니우스 베루스에게 전하였다. 다음에 그들이 만났을 때, 이 노년들은 이 농담에 진심으로 웃는 척을 하였을 것이다. 이 내용은 가상이지만, 내용 자체는 매우 기이한 비문이다.

그는 90세에 가까운 나이인 138년에 사망했다. 마르쿠스 아우렐리우스는 '명상록'에서 "나의 조부이신 베루스께 친절한 성향과 상냥함을 배웠다"라고 하였다. 노년에, 베루스는 정부가 있었는데 마르쿠스는 그녀에 대해 "자신이 할아버지보다 그 정부와 오래 살지 않아도 된다는 것"에 감사해 했다.

## 가계
베루스는 집정관 리보 루플리우스 프루기와 아마 비텔리우스 황제의 딸인 비텔리아 갈레리아 푼다니아 사이에서 태어난 것으로 추정되는 루필리아 파우스티나 (활동 시기: 90년)와 혼인했다. 프루기는 또한 루필리아라는 이름의 또 다른 딸을 두었는데 그녀는 트라야누스 황제의 조카딸이다. 베루스는 파우스티나 사이에서 최소한 자녀 셋을 두었다:
- 안니아 갈레리아 파우스티나 혹은 대 파우스티나 - 미래의 황후로 안토니누스 피우스와 혼인했다
- 마르쿠스 안니우스 리보 - 128년의 집정관
- 마르쿠스 안니우스 베루스 - 마르쿠스 아우렐리우스의 아버지

로널드 사임은 성명학적인 증거를 근거로 하여 베루스 부부 사이에 가이우스 움미디우스 콰드라투스 세르토리우스 세베루스와 혼인한 안니아라는 딸이 있었다고 제시한다.
아들 베루스가 124년에 사망하고 나서, 아버지 베루스는 손자들을 입양하여 며느리인 도미티아와 같이 길렀다.

## 참고 문헌
- Aurelius, Marcus (167). 《명상록》.
- Birley, Anthony Richard (2000). 《Marcus Aurelius: A Biography》 2 revis판. Routledge. ISBN 0-415-17125-3.
- “Matidia the Elder”. 《Livius.org》. 2020년 3월 24일에 확인함.
- “Faustina, Annia Galeria (1)”. 《Fofweb.com》. 2007년 9월 30일에 원본 문서에서 보존된 문서. 2007년 1월 26일에 확인함.
- Rodgers, N. (2005). 《The History and Conquests of Ancient Rome》. Hermes House. ISBN 1844773337.
- 〈The Life of Marcus Aurelius: Part 1〉. 《Historia Augusta》. Loeb Classical Library. 1921. 2015년 6월 27일에 확인함.

| 공직                                                                             | 공직                                                        | 공직                                                                                 |
| -------------------------------------------------------------------------------- | ----------------------------------------------------------- | ------------------------------------------------------------------------------------ |
| 이전 그나이우스 아리우스 안토니누스 2선 가이우스 칼푸르니우스 피소 (보좌 집정관) | 로마 집정관 97년 (보좌) with 루키우스 네라티우스 프리스쿠스 | 이후 루키우스 도미티우스 아폴리나리스 섹스투스 헤르멘티디우스 캄파누스 (보좌 집정관) |
| 이전 가이우스 카르미니우스 갈루스 가이우스 아틸리우스 세라누스 (보좌 집정관)     | 로마 집정관 II 121년 with 그나이우스 아리우스 아우구르      | 이후 마르쿠스 헤렌니우스 파우스투스 퀸투스 폼포니우스 마르켈루스 (보좌 집정관)       |
| 이전 퀸투스 베티나 베루스 푸블리우스 루키우스 코스코니아누스 (보좌 집정관)       | 로마 집정관 III 126년 with 가이우스 에기우스 암비불루스     | 이후 루키우스 발레리우스 프로핑쿠우스 가이우스 에기우스 암비불루스                   |